# Irina Meleshina
Irina Alekseyevna Meleshina (en russe : Ирина Алексеевна Мелешина ; en français : Irina Alekseïevna Melechina), née Simagina le 25 mai 1982 à Riazan, est une athlète russe spécialiste du saut en longueur.

## Biographie
Elle se révèle durant la saison 2004 en remportant le concours de la longueur de la Coupe d'Europe des nations de Bydgoszcz avec 6,91 m. En août, elle remporte la médaille d'argent des Jeux olympiques d'Athènes avec un bond à 7,05 m, à deux centimètres seulement de sa compatriote Tatiana Lebedeva. Elle prend néanmoins sa revanche sur sa rivale russe en s'imposant lors de la finale mondiale disputée en fin d'année à Monaco.
De retour à la compétition en 2007 après avoir donnée naissance à une fille, elle se distingue en début de saison 2008 en se classant troisième des Championnats du monde en salle de Valence, devancée par la Portugaise Naide Gomes et la Brésilienne Maurren Maggi. Sélectionnée pour les Championnats du monde 2009 de Berlin, elle est éliminée au stade des qualifications.
Le 24 avril 2012, la fédération russe d'athlétisme annonce qu'Irina Meleshina est suspendue deux ans à la suite d'un contrôle antidopage positif à la testostérone.

### Palmarès
| Année | Compétition                     | Lieu      | Place | Marque |
| ----- | ------------------------------- | --------- | ----- | ------ |
| 2002  | Championnats d'Europe en salle  | Vienne    | 4e    | 6,64 m |
| 2003  | Championnats d'Europe espoirs   | Bydgoszcz | 2e    | 6,70 m |
| 2003  | Universiade                     | Daegu     | 1re   | 6,49 m |
| 2004  | Jeux olympiques                 | Athènes   | 2e    | 7,05 m |
| 2004  | Finale mondiale de l'athlétisme | Monaco    | 1re   | 6,74 m |
| 2005  | Finale mondiale de l'athlétisme | Monaco    | 7e    | 6,47 m |
| 2008  | Championnats du monde en salle  | Valence   | 3e    | 6,88 m |

### Records
Sa meilleure performance au saut en longueur est de 7,27 m, réalisée le 31 juillet 2004 à Toula.